# Adaloald longobárd király
Adaloald, más írásmóddal Adalwald, Adelbald (602 – 628) longobárd király 616 és 626 között.
Agilulf király és Theodelinda hercegnő fiaként született. Még gyermekként ariánus édesapja katolikus felesége kérésére megkereszteltette és katolikusnak neveltette. Uralkodása alatt édesanyja volt a régens. Adaloald 624 körül valószínűleg megőrült. Minthogy a katolikus hitre térítés nagy erővel indult meg, polgárháború tört ki és a lázadók élére a turini Ariowald lépett, ki elől Adelwald a ravennai exarchához menekült. 2 évvel később Fredegar szerint (IV. 49–50) Adaloaldot
megmérgezték Ravennában.

## Eredeti források
- Pauli Historia Langobardorum
- Fredegar
- Origo Gentis Langobardorum
- Andreæ Bergomatis Chronicon
- Historia Langobardorum Codicis Gothani